# جت فوق سبک

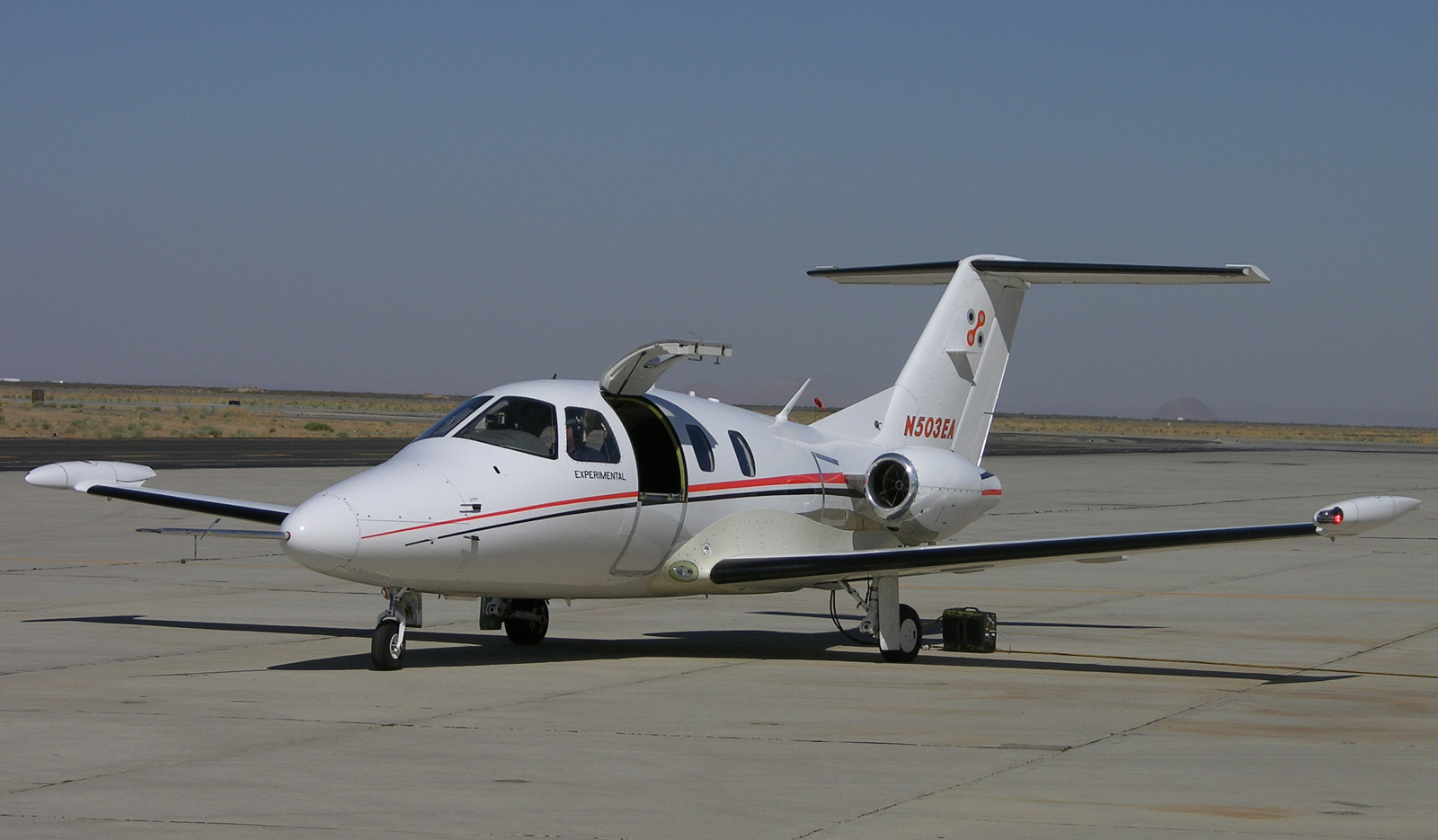
اکلیپس ۵۰۰ به عنوان یک جت فوق سبک است.

جت فوق سبک (VLJ) یا جت شخصی، که قبلاً به عنوان میکروجت شناخته شده است، یک نوع جت تجاری با ظرفیت ۴ تا ۸ نفر است. بیشینه وزن برخاست این هواپیما ۱۰٬۰۰۰ پوند (۴٬۵۴۰ کیلوگرم) است.،  هرچند ظرفیت هواپیماهای امبرائر فنوم ۱۰۰، هونداجت و سسنا سایتیشن‌جت کمی بیشتر است. جت‌های فوق سبک به عنوان سبک ترین جت‌های تجاری شناخته می‌شوند و با یک خلبان پرواز می‌کنند.

## جت‌های فوق سبک
| سال                    | ۲۰۰۶ | ۲۰۰۷ | ۲۰۰۷ | ۲۰۰۹ | ۲۰۱۰ | ۲۰۱۱ | ۲۰۱۲ | ۲۰۱۳ | ۲۰۱۴ | ۲۰۱۵ | ۲۰۱۶ | ۲۰۱۷ | ۲۰۱۸ | جمع  |
| ---------------------- | ---- | ---- | ---- | ---- | ---- | ---- | ---- | ---- | ---- | ---- | ---- | ---- | ---- | ---- |
| سسنا سایتیشن ماستانگ   | ۱    | ۴۵   | ۱۰۱  | ۱۲۵  | ۷۳   | ۴۳   | ۳۸   | ۲۰   | ۸    | ۸    | ۱۰   | ۷    | -    | ۴۷۹  |
| امبرائر فنوم ۱۰۰       | -    | -    | ۲    | ۹۷   | ۱۰۰  | ۴۱   | ۲۹   | ۳۰   | ۱۹   | ۱۲   | ۱۰   | ۱۸   | ۱۱   | ۳۶۹  |
| اکلیپس ۵۰۰             | ۱    | ۹۸   | ۱۶۱  | -    | -    | -    | -    | -    | -    | -    | -    | -    | -    | ۲۶۰  |
| سسنا سایتیشن‌جت         | -    | -    | -    | -    | -    | -    | -    | ۱۲   | ۴۶   | ۴۱   | ۳۸   | ۳۹   | ۳۴   | ۲۱۰  |
| هوندا اچ‌ای-۴۲۰ هونداجت | -    | -    | -    | -    | -    | -    | -    | -    | -    | ۲    | ۲۳   | ۴۳   | ۳۷   | ۱۰۵  |
| سیروس ویژن اس‌اف۵۰      | -    | -    | -    | -    | -    | -    | -    | -    | -    | -    | ۳    | ۲۲   | ۶۳   | ۸۸   |
| اکلیپس ۵۵۰             | -    | -    | -    | -    | -    | -    | -    | -    | ۱۲   | ۷    | ۸    | ۶    | -    | ۳۳   |
| جمع                    | ۲    | ۱۴۳  | ۲۶۴  | ۲۲۲  | ۱۷۳  | ۸۴   | ۶۷   | ۶۲   | ۸۵   | ۷۰   | ۹۲   | ۱۳۵  | ۱۴۵  | ۱۵۴۴ |